# Øresundsregionen
Øresundsregionen (svensk: Öresundsregionen) er Skandinaviens største og mest befolkningsrige region med ca. 4 millioner indbyggere, bundet geografisk sammen af Øresundsbroen. Området er politisk delt mellem Danmark – hvor 2/3 af befolkningen bor – og Sverige.
Området omfatter Skåne, Sjælland, Lolland, Falster, Møn og Bornholm. Vigtige byer i regionen er København, Malmö, Lund, Helsingborg, Landskrona, Trelleborg, Kristianstad, Hørsholm, Hillerød, Helsingør, Roskilde, Køge, Næstved, Slagelse, Taastrup, Nykøbing Falster og Holbæk. Landareal: 20.649 (9.622 Danm.) km². Ferskvand: 529 (210 Danm.) km². Befolkningstæthed (pr. 2007): 178,1 pr. km².
Et voksende samarbejde mellem erhvervsliv og myndigheder i regionen har skudt fart efter åbningen af Øresundsbroen sommeren 2000[kilde mangler]. Øresundskomiteen består af politikere på kommune- og regionsniveau, og mødes jævnligt med støtte fra et permanent sekretariat.
Øresundsregionen har i alt 15 universiteter, med i alt 120.000 studerende, samt 10.000 undervisere og forskere. Universiteterne samarbejdede tidligere gennem Øresundsuniversitetet. Skandinaviens ældste forskningspark er Ideon i Lund.
I tillæg til IT og bioteknologi, er distribution og fødevaresektoren vigtige vækstområder. I 2004 havde 65 af verdens 102 største selskaber etableret en egen nordisk organisation. På områderne fødevarer og farma/bioteknologi er Øresundsregionen ledende, med 14 af 22 nordiske hovedsæder. Firmaer som Findus, Dell, Nestlé, Masterfoods, Danone og Carlsberg har etableret skandinaviske eller nordiske hovedkontorer her.
I København ses regionssamarbejdet som en måde at styrke Københavns position på. Københavns Lufthavn Kastrup ligger centralt i regionen, midt imellem Malmø og København. Veluddannet arbejdskraft fra universiteterne i Skåne fylder en del af behovet for IT-eksperter på den danske side. Billige boliger, sommerhuse, og flotte naturområder trækker danskere til Skåne i stigende antal.
For Skåne betyder regionssamarbejdet at området bliver en del af en europæisk hovedstadsregion, og ikke en perifer del af det svenske rige.
Mange problemer vedstår i forbindelse med beskatning af pendlere, samt hvorledes de to staters forskellige skattesystemer skal tolkes.
Den eksisterende skatteaftale (2005) fastslår, at personer betaler skat i det land, hvor de arbejder, og ikke hvor de bor. Samtidig har de ret til kommunale ydelser i den kommune, hvor de bor. En skåning, der arbejder i København er medlem af, og betaler kontingent til, en dansk arbejdsløshedskasse (a-kasse). Bliver han arbejdsløs, kan han imidlertid ikke modtage penge fra sin a-kasse, men skal overflyttes til en tilsvarende svensk a-kasse og modtage dagpenge efter svenske regler.